# Кюири-ле-Шодард
Кюири́-ле-Шода́рд (фр. Cuiry-lès-Chaudardes) — коммуна во Франции, находится в регионе Пикардия. Департамент коммуны — Эна. Входит в состав кантона Гиньикур. Округ коммуны — Лан.
Код INSEE коммуны — 02250.

## Население
Население коммуны на 2010 год составляло 84 человека.
| 1962 | 1968 | 1975 | 1982 | 1990 | 1999 | 2010 |
| ---- | ---- | ---- | ---- | ---- | ---- | ---- |
| 42   | 41   | 28   | 26   | 35   | 42   | 84   |

## Экономика
В 2010 году среди 49 человек трудоспособного возраста (15—64 лет) 38 были экономически активными, 11 — неактивными (показатель активности — 77,6 %, в 1999 году было 62,1 %). Из 38 активных жителей работали 35 человек (24 мужчины и 11 женщин), безработных было 3 (1 мужчина и 2 женщины). Среди 11 неактивных 6 человек были учениками или студентами, 3 — пенсионерами, 2 были неактивными по другим причинам.